# European Association for Quality Assurance in Higher Education
La European Association for Quality Assurance in Higher Education, sigle ENQA, anglais signifiant l'association européenne pour la garantie de la qualité dans l'enseignement supérieur, a été créée dans le cadre du processus de Bologne en tant que réseau en 2000 (après avoir été amorcée en 1999), avant d'être transformée en association en novembre 2004.

## Histoire
La création de l'ENQA dérive du processus de Bologne et de la recommandation du Conseil de l'UE du 24 septembre 1998 sur la coopération européenne visant à la garantie de la qualité dans l'enseignement supérieur (98/561/CE),.

## Buts
Basée à Bruxelles, l'ENQA a pour mission de contribuer de manière significative au maintien et à l'amélioration de la qualité de l'enseignement supérieur à un niveau élevé et d'agir comme force motrice principale pour le développement de la garantie de qualité dans tous les pays signataires de l'accord de Bologne.
En tant qu'association des organismes de garantie de qualité européens, l'ENQA contribue à cet objectif en particulier par la promotion de la coopération européenne dans le domaine de la garantie de la qualité dans l'enseignement supérieur afin de développer et de partager les bonnes pratiques de garantie de qualité et d'encourager la dimension européenne de la garantie de qualité.
L'ENQA représente ses membres au niveau européen et international, en particulier dans les processus de prise de décision politiques et des coopérations avec les organisations qui sont parties prenantes. L'association fonctionne tant comme cellule de réflexion développant de nouveaux processus et systèmes de garantie de la qualité au sein de l'Espace européen de l'enseignement supérieur, que comme plateforme de communication pour le partage et la propagation des informations et de l'expertise en garantie de la qualité entre membres et vis-à-vis des parties prenantes.
L’ENQA s’engage à une coopération soutenue avec les organisations partenaires européennes clé. Celles-ci comprennent l’Association européenne de l’université (EUA), l’Association européenne des institutions d’enseignement supérieur ((en) EURASHE), l’Union européenne des étudiants (ESU), l’Internationale de l’Enseignement (EI), BusinessEurope, la Commission Européenne (CE) et le Groupe de Suivi de Bologne (BFUG).

## Normes et directives européennes (ESG)
En 2003, les ministres des États signataires du Processus de Bologne ont invité l'ENQA « par l'intermédiaire de ses membres, en coopération avec l'EUA, l'EURASHE et l'ESIB » à mettre en place « un ensemble accepté conjointement de références, de procédures et de lignes directrices sur l'assurance de la qualité », à « rechercher les moyens pour mettre en place un système adéquat d'examen par les pairs pour les agences et organismes d'évaluation, et à rendre compte aux ministres via le Groupe de suivi de Bologne en 2005 » (Communiqué de Londres[réf. nécessaire]). Les ministres ont également demandé à l'ENQA de prendre en compte l'expertise d'autres associations et réseaux de management de la qualité.
Des « normes et directives européennes », en anglais “European Standards and Guidelines”, sigle ESG, sont adoptées lors de la conférence ministérielle de 2005 ; elles s'avèrent postérieurement un puissant moteur de changement en matière de garantie de la qualité :
- Références et lignes directrices pour le management de la qualité dans l'espace européen de l'enseignement supérieur (ESG).

### Sources
- Profil de l'ENQA.